# 레드 플래그 – 알래스카
레드 플래그 – 알래스카는 레드 플래그 훈련의 하나로서, 미국 알래스카주에서 매년 3회 열리는 다국적 연합 공군 훈련이다.

## 역사
매년 3회, 각 10일간 훈련하며, 미국 태평양 공군 사령부가 주관한다.

## 작전
래드플래그 알래스카는 참가자들이 셋으로 나누어 역할을 맡는다. 레드팀은 방어군, 블루팀은 공격군, 화이트팀은 중립으로 통제를 담당한다.

## 대한민국

레드플래그 알래스카 2013에 참가중인 한국 공군의 F-15K

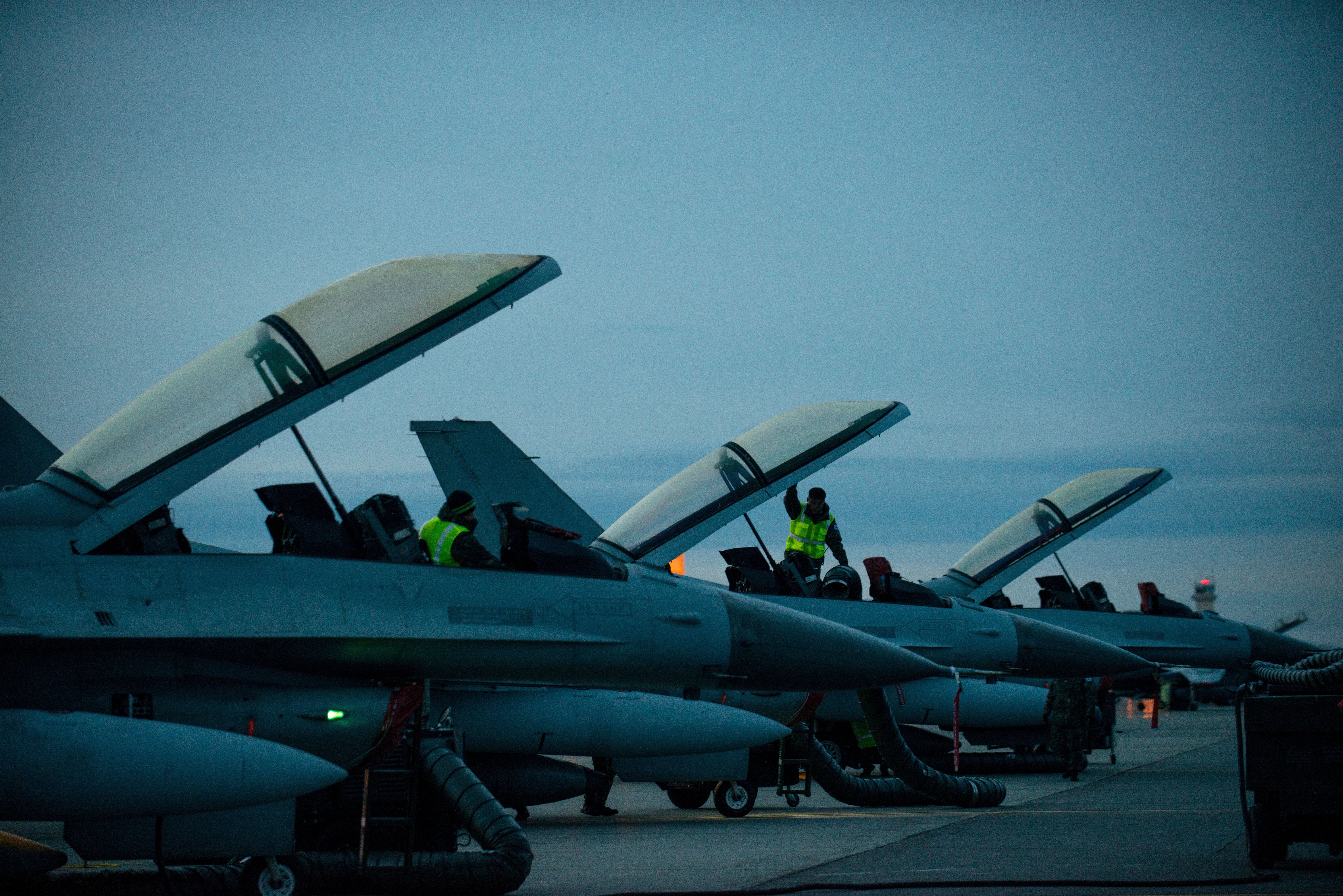
레드플래그 알래스카 2015에 참가중인 한국 공군의 KF-16D

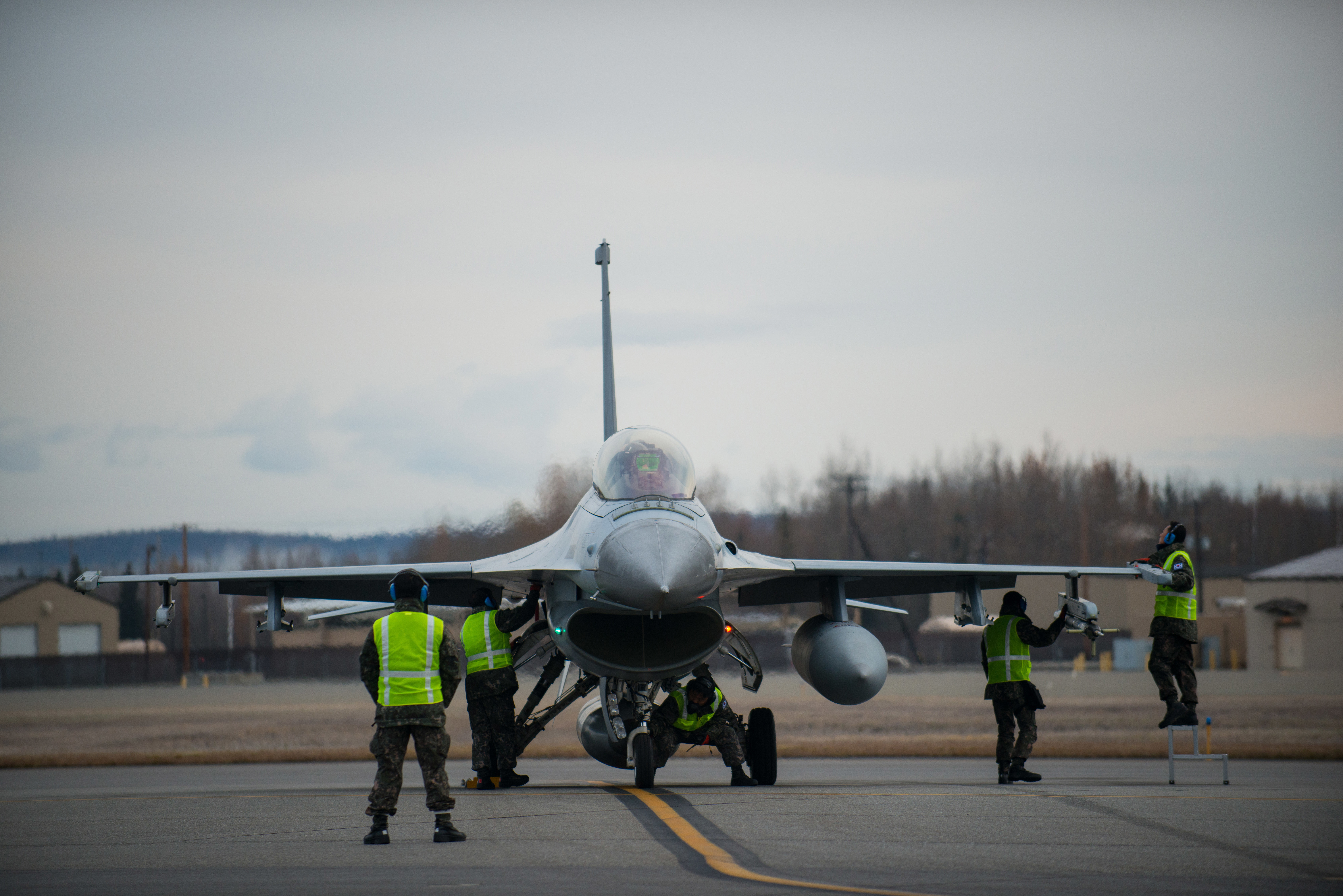
레드플래그 알래스카 2015에 참가중인 한국 공군의 KF-16D

2008년 F-15K 6대가 세인트루이스 보잉사 공장에서 네바다주 넬리스 공군기지로 이동하여, 레드 플래그 – 넬리스 훈련에 참가했다. 2008년 F-15K 1차분 40대의 인도가 완료되었다.
2009년 작년에 참가한 레드 플래그 – 넬리스 훈련을 본따, 한미연합 맥스 선더 훈련을 한국에서 시작했다. 매년 2회 실시한다. 전반기는 한국이 후반기는 미국이 주도한다.
2013년 8월 2일 F-15K 6대가 알래스카 아일슨 공군기지에 도착했다. 2일 새벽 4시 30분에 대구공군기지를 이륙해 7회 공중급유를 받으며 7,220 km를 논스톱 비행해 오후 1시 30분 알래스카의 아일슨 공군기지에 도착했다. 한국 공군 전투기가 공중급유를 받으며 영공 밖을 나간 것은 이번이 최초이다. 11만5천km2에 달하는 아일슨 공군기지의 훈련 공역은 남한 면적의 1.2배이다.
2014년 10월 KFP-16D 전투기 6대가 참가했다. KF-16 최초의 훈련 참가다. 서산비행장의 제20전투비행단 (대한민국)에서 논스톱으로 미 알래스카주 아일슨 공군기지에 도착했다. C-130H 수송기 2대도 참가했다.
2015년 8월 5일 2인승 KFP-16D 전투기 6대가 참가했다. 충북 충주시 중원비행장의 제19전투비행단 (대한민국)에서 4일 04시 30분에 이륙해 10시간 동안 11회의 공중급유를 받아, 논스톱으로, 5일 14시 30분 미 알래스카주 아일슨 공군기지에 도착했다. 8,100 km의 거리로 미국 공군 KC-135 공중급유기의 급유를 받았다. 한국 공군 전투기가 한반도를 벗어나 공중급유를 받으며 해외 연합훈련에 참가한 것은 이번이 세 번째다. F-16 전투기에 탑승한 서재경 소령은 한국 조종사 최초로 해외 연합훈련 임무편대장 임무를 수행했다. 7개국 연합공군 70여대 항공기를 지휘했다.

## 같이 보기
- 레드 플래그 훈련
- 레드 플래그 – 넬리스
- 맥스 선더 훈련